# Jetalliance Racing
Jetalliance Racing (dawniej: Race Alliance Motorsport) – austriacki zespół wyścigowy, założony w 2006 roku przez Lukasa Lichtnera-Hoyera. W historii startów ekipa pojawiała się w stawce American Le Mans Series, 24-godzinnego wyścigu Le Mans, Intercontinental Le Mans Cup, Le Mans Series, FIA GT Championship, Spa 24 Hours, FIA GT4 European Cup oraz Dubai 24 Hour.